# Clarisse Mairot
Pour les articles homonymes, voir Mairot.
Clarisse Mairot, née le 27 janvier 2001 à Besançon (Doubs), est une handballeuse internationale française évoluant au poste de demi-centre au Brest Bretagne Handball, en Division 1.

## Biographie

### Ascendance et formation
Originaire de Courcuire, petit village en Haute-Saône, elle est la fille de Lucile Mariot, ancienne joueuse de Division 1. Elle est également la nièce de Sandrine Delerce (née Mariot), championne du monde 2003 avec l'équipe de France et la petite fille de Jacques Mariot, ancien président de l'ES Besançon. Passionnée par le handball depuis son plus jeune âge, elle passe par le pôle Bourgogne-Franche-Comté durant ses années lycées avant d'intégrer le centre de formation de l'ESBF en 2019, à l'âge de 18 ans. Durant deux années, elle parfait sa formation en étant de surcroît intégrer pleinement au groupe professionnel. Sa sœur cadette, Juliette Mairot (née en 2003), en est également pensionnaire.

### Carrière en club
En janvier 2021, elle signe son premier contrat professionnel avec le club bisontin, pour une durée de 2 saisons et prenant effet à compter de l'exercice 2021/2022,. Le 30 octobre 2021, elle est victime d'une fracture du nez et de multiples fractures au niveau du visage dans un match de championnat face à Nantes et doit faire face à une période d'indisponibilité de deux mois,,. Au cours de sa première saison, elle parvient de par son travail à faire évoluer son statut et s'affirme comme une des cadres de l'équipe au poste d'arrière gauche.

### En sélection nationale
Le 24 octobre 2024, elle fait ses débuts en équipe de France à l'occasion d'un match amical face à la Hongrie. Disputé au palais des sports de Toulon, les Françaises s'inclinent 30 buts à 27.
Elle figure sur la liste des 19 joueuses retenues par Sébastien Gardillou pour le Championnat d'Europe 2024, où elle vit sa première expérience d'un grand tournoi international.

## Palmarès
Coupe de France :
- Finaliste en 2022.